# Polymixis shensiana
Polymixis shensiana là một loài bướm đêm trong họ Noctuidae.